# Maximilian af Sachsen (1759-1838)
 For alternative betydninger, se Maximilian af Sachsen. (Se også artikler, som begynder med Maximilian af Sachsen)
Prins Maximilian af Sachsen (født 13. april 1759 i Dresden, død 3. januar 1838 i Dresden) var en tysk prins, der fra 1827 til 1830 var tronfølger i Kongeriget Sachsen.
Han var en yngre søn af kurfyrst Frederik Christian af Sachsen og Maria Antonia af Bayern. Han frasagde sig retten til tronfølgen i Sachsen i forbindelse med Julirevolutionen i 1830, til fordel for sin ældste søn, den senere Frederik August 2. af Sachsen.

## Første ægteskab
Maximilian blev gift første gang i 1792 med Caroline af Parma (1770–1804), datter af hertug Ferdinand 1. af Parma (1751–1802) og ærkehertuginde Maria Amalia af Østrig (1746–1804).

### Børn
1. Maria Amalia af Sachsen (1794–1870)
2. Maria Ferdinanda af Sachsen (1796–1865), gift med storhertug Ferdinand 3. af Toscana
3. Kong Frederik August 2. af Sachsen (1797–1854)
4. Clemens Maria Joseph af Sachsen (1798–1822)
5. Maria Anna af Sachsen (1799–1832), gift med storhertug Leopold 2. af Toscana
6. Kong Johan 1. af Sachsen (1801–1873)
7. Maria Josepha af Sachsen (1803–1829), gift med kong Ferdinand 7. af Spanien

## Andet ægteskab
Han giftede sig for anden gang i 1825 med Marie Louise Charlotte af Parma (1802–1857), hans første hustrus broderdatter. Der blev ikke født børn i dette ægteskab.